# Geraldine Jewsbury

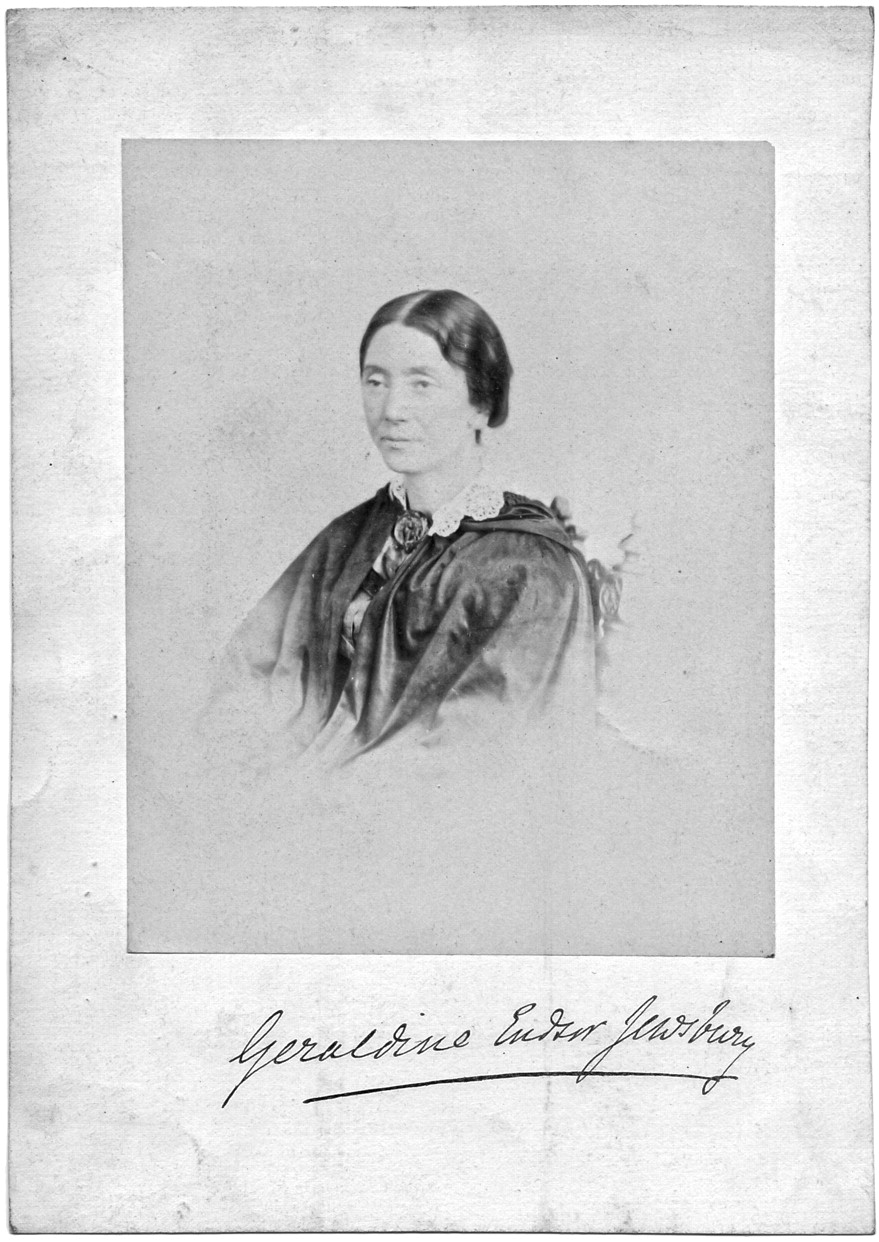
Geraldine Endsor Jewsbury

Geraldine Endsor Jewsbury (* 22. August 1812 in Measham, Derbyshire; †  23. September 1880 in London) war eine britische Schriftstellerin, Buchrezensentin und Lektorin, die vor allem durch populäre Romane wie Zoe: the History of Two Lives und Rezensionen für die Literaturzeitschrift Athenaeum bekannt wurde. Jewsbury war nie verheiratet, pflegte aber enge Freundschaften, insbesondere mit Jane Carlyle, der Frau des Essayisten Thomas Carlyle. Jewsburys romantische Gefühle für sie und die Komplexität ihrer Beziehung werden in ihren Schriften zum Ausdruck gebracht.

## Leben
Jewsbury wurde als viertes von sechs Kindern des Baumwollfabrikanten und -händlers Thomas Jewsbury († 1840) und seiner Frau Maria, geborene Smith, († 1819) geboren. Ihr Großvater väterlicherseits, Thomas Jewsbury Sr. (gest. 1799), war Straßenvermesser, Kanalingenieur und Philosophiestudent gewesen. In seinem Testament hinterließ er der Familie vier Cottages, ein Lagerhaus, etwas Land in Measham und ein großes Barvermögen. Geraldines Geschwister waren Maria Jane (1800–1833), Thomas (* 1802), Henry (* 1803), Arthur (* 1815) und Frank (* 1819). Die älteste Schwester schrieb ebenfalls. Nach dem frühen Tod ihrer Mutter half sie bei der Erziehung der Geschwister, bis sie heiratete, aber dann selbst jung an der Cholera starb. Geraldine kümmerte sich dann um den Vater bis zu dessen Tod und auch um den jüngsten Bruder bis zu dessen Heirat.
Das Baumwollgeschäft ihres Vaters litt unter dem Britisch-Amerikanischen Krieg von 1812 und er wurde Versicherungsvertreter in Manchester. Geraldine besuchte ein Internat der Misses Darbys in Alder Mills in der Nähe von Tamworth, Staffordshire, und setzte ihre Studien in Französisch, Italienisch und Zeichnen in den Jahren 1830–1831 in London fort. Bald nach ihrer Rückkehr in ihr Elternhaus begann sie, an Depressionen zu leiden, ihr Schicksal in Frage zu stellen und religiöse Zweifel zu äußern. Diese Veränderung spiegelt sich in ihrem ersten Roman Zoe: the History of Two Lives wider.
Um 1840 wandte sich Jewsbury an den schottischen Schriftsteller Thomas Carlyle, um sich Ratschläge für eine literarische Karriere zu holen. Sie wurde in sein Haus in Chelsea eingeladen und begann sofort eine herzliche Freundschaft mit seiner Frau Jane, die zur innigsten Beziehung ihres Lebens werden sollte. Schon früh war die Beziehung leidenschaftlich, wie überlieferte Briefe zeigen, auch wenn sie vermutlich platonisch blieb. Sie überstand viele Meinungsverschiedenheiten, vor allem über die Rolle der Frau, denn Jane Carlyle war eine pflichtbewusste Ehefrau, die nie an eine eigene Karriere dachte. Carlyle war eifersüchtig auf Jewsburys andere Beziehungen zu Männern und Frauen. Die Freundschaft dauerte jedoch über 25 Jahre, und Jewsbury pflegte Carlyle in Zeiten der Krankheit. Ihre Beziehung wurde von Literaturwissenschaftlern untersucht, darunter Virginia Woolf in ihrem Artikel über Jewsburys Briefe an Jane Carlyle. Zu Jewsburys Erscheinen im Druck trug auch bei, dass Carlyle bei der Herausgabe ihrer ersten beiden Bücher half.
Jewsbury war in erster Linie eine Schriftstellerin zu Idealen und moralischen Dilemmata, die die üblichen, idealisierten Rollen von Ehefrau und Mutter scharf in Frage stellte und den spirituellen Wert der Arbeit im Leben einer Frau propagierte. Sie machte ihre weiblichen Figuren oft weiser und fähiger als die männlichen.
Ihr erster Roman, Zoe: the History of Two Lives (1845), handelt von einem Mädchen, das sich in einen katholischen Priester verliebt, was ihn dazu bringt, von seinem Glauben abzufallen. Die Geschichte enthält ein starkes Thema des Zweifels, nicht nur am religiösen Glauben, sondern auch an der Ehe als der wichtigsten Bestimmung der Frau. Der Verleger lehnte das Buch zunächst ab, nahm es aber später nach einer Intervention von Thomas Carlyle an. Es war ein sofortiger Erfolg und wurde vom Manchester Examiner als „eindrucksvoll“ und „klug“ gelobt, obwohl andere Kritiken gemischt waren.
Jewsburys nächster Roman, The Half Sisters (1848), stellte ebenfalls die Rolle der Ehefrau und Mutter in Frage, die als unbefriedigend und einschränkend empfunden wird. Das Leben der konventionellen Frau Alice steht im krassen Gegensatz zu dem ihrer Halbschwester Bianca, die als Schauspielerin arbeitet, um ihre geisteskranke Mutter zu unterstützen. Die Figur der Alice trägt Züge von Jane Carlyle, während Bianca eindeutig auf einer anderen engen Freundin Jewsburys, Charlotte Cushman, basiert. Dies war der Lieblingsroman der Autorin selbst.
Ihr dritter Roman, Marian Withers (1851), behandelt wieder das Thema der weiblichen Selbstverwirklichung, diesmal in einem industriellen Umfeld, wobei sie auf Erfahrungen aus erster Hand in der Geschäftswelt von Manchester zurückgreift. Darin werden die Themen Bildung, kreative Erfindung, Status am Arbeitsplatz und öffentliche Philanthropie eingeführt. Der Roman erzählt eine Reihe verschiedener Geschichten, die durch Analogien miteinander verbunden sind, und einigen Kritikern gefiel diese fragmentarische Struktur nicht.
Drei weitere Romane – Constance Herbert (1855), The Sorrows of Gentility (1856) und Right or Wrong (1859) – stießen auf weniger Interesse. Jewsbury schrieb auch zwei Romane für Kinder: The History of an Adopted Child (1852) und Angelo, or, The Pine Forest in the Alps (1855).
Charles Dickens gab bei Jewsbury zwischen 1850 und 1859 siebzehn Geschichten für seine Zeitschrift Household Words in Auftrag. Er schrieb ihr: „Liebes Fräulein Jewsbury, ich entschuldige mich nicht dafür, dass ich Sie so anspreche, denn ich bin ein Leser von Ihnen, und ich hoffe, dass ich die Kenntnis von Ihnen habe, die eine offene Annäherung rechtfertigt. […] Wenn ich Sie dazu bewegen könnte, irgendwelche Aufsätze oder Kurzgeschichten für [Household Words] zu schreiben, würde ich, das versichere ich Ihnen aufrichtig, großen Wert auf Ihre Hilfe legen und wäre sehr froh, sie zu bekommen.“
Es wird angenommen, dass Jewsbury zwischen 1846 und 1880 mehr als 2000 Bücher rezensiert hat, darunter Romane, Kinderbücher, Memoiren, Biografien, Historien, Kochbücher und Bücher zur Haushaltsführung, hauptsächlich für die Wochenzeitschrift Athenaeum. Da die meisten Rezensionen zu dieser Zeit anonym waren, ist die genaue Gesamtzahl unbekannt. Die Anonymität schuf auch eine Atmosphäre des Misstrauens zwischen Autoren und Kritikern. Viele von Jewsburys Rezensionen wurden fälschlicherweise dem Romancier und Sachbuchautor John Cordy Jeaffreson zugeschrieben. Als Rhoda Broughton herausfand, dass eine ungünstige Rezension ihres Romans von Jewsbury verfasst worden war, nahm sie eine wenig schmeichelhafte Karikatur von ihr in eines ihrer späteren Bücher, The Beginner, auf, die allerdings erst nach Jewsburys Tod erschien.
Jewsbury war eine ausgesprochene Moralkritikerin. Ihr wichtigstes Kriterium war die Fähigkeit der Figuren, zwischen Recht und Unrecht zu unterscheiden, und das war ihr wichtiger als die Handlung. So missbilligte sie beispielsweise Geschichten, in denen ein älterer Mann sich nach einer jüngeren Frau verzehrt. Auch Liebesszenen und häusliche Romane mochte sie im Allgemeinen nicht. Zu den bekannten Autoren, die sie rezensierte, gehörten zum Beispiel Anthony Trollope, George Eliot, George Meredith und Wilkie Collins.
Jewsbury arbeitete auch als Verlagslektorin für Hurst and Blackett sowie für Richard Bentley und empfahl letzterem beispielsweise die Veröffentlichung von Ellen „Henry“ Woods Bestseller East Lynne (1861), lehnte aber später so erfolgreiche Autoren wie Mary Elizabeth Braddon und Ouida ab. Sie nutzte ihren Platz bei Bentley, um die Karriere anderer Schriftstellerinnen zu fördern, darunter Freundinnen wie Margaret Oliphant und Frances Power Cobbe.
Jewsbury war sehr gesellig, hatte viele Freunde und literarische Partnerschaften und war in der Lage, Gemeinsamkeiten mit Menschen aus allen Schichten zu finden. Ihre wachsende Bekanntheit und ihre unkonventionelle Persönlichkeit – sie rauchte und trug Männerkleidung wie George Sand – verschafften ihr bald einen hohen Stellenwert in der literarischen Gesellschaft. Sie heiratete nie, hatte aber enge persönliche Beziehungen zu Männern und Frauen, die bedeutendste davon mit Jane Carlyle. Eine andere war die mit der Schauspielerin Charlotte Cushman, einer starken, auffallend männlichen Figur, die sie wegen ihrer großen Lebenserfahrung bewunderte, die im Gegensatz zu Janes pflichtbewusster Häuslichkeit stand.
Nach dem Tod von Jane Carlyle im Jahr 1866 zog Jewsbury nach Sevenoaks, Kent, um. Sie selbst erkrankte 1879 an Krebs, starb 1880 in einem Londoner Privatkrankenhaus und wurde auf dem Brompton Cemetery beigesetzt. Sie schrieb bis an ihr Lebensende, wobei ihr letzter Bericht für Bentley auf den 9. September 1880 datiert ist. Ihren gesamten Nachlass hinterließ sie dem Geschäftsmann und Feministen John Stores Smith,  mit dem sie eine enge Beziehung hatte.